# Кабаков, Иван Дмитриевич
Ива́н Дми́триевич Кабаков (13 [25] ноября 1891, д. Княж-Павлово, Княгининский уезд, Нижегородская губерния, Российская империя — 30 октября 1937, Москва, РСФСР) — советский партийный и государственный деятель, ответственный секретарь Ярославского губкома РКП(б) (1922—1924), ответственный секретарь Тульского губкома РКП(б) (1924—1928), председатель Уральского облисполкома (1928—1929), первый секретарь Уральского обкома ВКП(б) (1929—1934), первый секретарь Свердловского обкома ВКП(б) (1934—1937). Расстрелян в 1937 году, реабилитирован посмертно.

## Биография
Родился в крестьянской семье.
Окончил 6 классов церковно-приходской школы.
В 1908—1917 годах работал на Сормовском заводе в Нижнем Новгороде. В 1912 году вступил в РСДРП (большевик).
После Февральской революции 1917 года — член Сормовского совета рабочих депутатов, в 1918 году — председатель Семёновского уездкома РКП(б) и председатель исполнительного комитета Семёновского уездного совета Нижегородской губернии. С октября 1918 года — политработник в РККА, принимал участие в обороне Воронежа.
Осенью 1919 года Иван Кабаков был избран председателем исполнительного комитета Воронежского городского Совета. В 1922 году перешёл на партийную работу, а до этого в 1921—1922 годах занимал пост председателя Комиссии по пересмотру, проверке и очистке партийных рядов Башкирской АССР.

Первый секретарь Уральского обкома ВКП (б) И. Д. Кабаков (Фото 1932 г.)

В 1922 году был назначен на должность ответственного секретаря Ярославского губернского комитета РКП(б). В феврале июне 1924 года — заведующий Организационным отделом Тульского губернского комитета РКП(б). В 1924—1928 годах — ответственный секретарь Тульского губернского комитета РКП(б)-ВКП(б).
Весной 1928 года был переведён на Урал, где по 1929 год занимал пост председателя Уральского облисполкома и председателя Уральской областной контрольной комиссии ВКП(б). Через полгода, в январе 1929 года, возглавил Уральский областной комитет ВКП(б). После разделения Уральской области в январе 1934 года — первый секретарь Свердловского областного комитета ВКП(б). Считался популярным и авторитетным руководителем, был организатором строительства на Урале крупных промышленных предприятий.
Член ЦК ВКП(б) (1925—1937), кандидат в члены ЦК ВКП(б) (1924—1925), член ВЦИК и ЦИК СССР (1922—1937). Избирался делегатом XI—XVII съездов ВКП(б).
В должности первого секретаря Свердловского ОК отличался склонностью к т. н. «партийному вельможеству» и разного рода партийным привилегиям (как М. О. Разумов, Р. И. Эйхе и др.).
22 мая 1937 года был арестован органами НКВД. На июньском XI пленуме ЦК ВКП(б) (23—29 июня 1937 года) был исключён из партии «за принадлежность к контрреволюционному уклону правых».Внесен в Сталинский расстрельный список от 7 сентября 1937 г. («Москва-центр») по 1-й категории («за» Сталин, Молотов, Каганович, Ворошилов, Ежов). Осужден ВКВС СССР к ВМН 3 октября 1937 г. по обвинению в «террористической деятельности и участии в к.-р. правотроцкистской организации на Урале» в группе германских антифашистов и немцев-граждан СССР. Внесен в предписание В. Ульриха о расстреле, однако был вычеркнут вместе с Б. П. Шеболдаевым. В таких случаях расстрел осужденного откладывался по причине необходимости взятия дополнительных «показаний». В статусе уже осужденного к ВМН был повторно внесен в Сталинский расстрельный список от 21 октября 1937 г. («Москва-центр») по 1-й категории («за» Сталин, Молотов, Каганович, Ворошилов). Расстрелян 30 октября 1937 года в группе известных деятелей ВКП(б) и СНК СССР (А. В. Шотман, А. С. Енукидзе, А. С. Киселёв, М. М. Хатаевич, Б. П. Шеболдаев, С. Т. Голюдов, А. И. Криницкий, Б. А. Семёнов, И. П. Румянцев, П. Д. Акулинушкин и др.). Место захоронения — «могила невостребованных прахов» № 1 крематория Донского кладбища.
17 марта 1956 года реабилитирован посмертно ВКВС СССР. В докладе Н. С. Хрущёва XX съезду КПСС арест Кабакова упоминался в качестве примера нарушения законности.

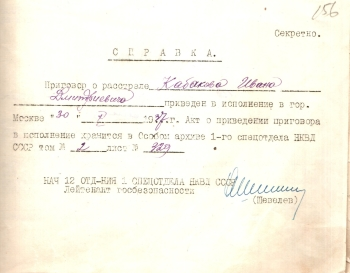
Справка о приведении приговора в исполнении в отношении И. Д. Кабакова от 30.10.1937 г.

## Награды и звания
Орден Ленина (декабрь 1935 г. № 1380) за выдающиеся успехи в области сельского хозяйства и за перевыполнение государственных планов по сельскому хозяйству.

## Семья
Жена — Валентина Ивановна Виноградова 1900 г.р., уроженка г. Тула. На момент ареста студентка Института марксизма-ленинизма. Проживала : г. Свердловск.  Арестована 24 мая 1937 года. Внесена в Сталинский расстрельный список от 13 ноября 1937 г. («Свердловская область») по 1-й категории («за» Сталин, Молотов, Каганович, Ворошилов). Выездной сессией ВКВС СССР в Свердловске 13 января 1938 года приговорена  к высшей мере наказания и в этот же день расстреляна в группе осужденных (Г. П. Плинокос, С. А. Шароев, М. М. Козлов и др.). Предположительное место захоронения  — 12 километр автодороги Р242 г. Свердловска. Реабилитирована посмертно.

## Память
В январе 1934 года город Надеждинск Свердловской области в честь Кабакова был переименован в Кабаковск. Но уже в 1937 году ему было возвращено название Надеждинск (с 1939 года — город Серов).
1 сентября 1936 года постановлением ЦИК СССР СГПИ было присвоено имя Кабакова. Однако вскоре после ареста И. Д. Кабакова его имя применительно к СГПИ более не употреблялось.
До 1937 года имя Кабакова носил Верх-Исетский металлургический завод в Свердловске.
На острове Шитовского озера под Екатеринбургом осталась бетонная лестница дачи Кабакова.